# Borosbenedek
Borosbenedek, 1911-ig Benedek (románul: Benic vagy Benedic) falu Romániában, Fehér megyében. Közigazgatásilag Alsógáld községhez tartozik.

## Fekvése
Az Erdélyi Hegyalján, az Erdélyi-érchegység lábánál, Gyulafehérvártól 22 kilométerre északra fekszik.

## Nevének eredete
Nevét az 1200 körül élt Csanád nembeli Belenikről kapta. Román nevei is korábbi magyar névalakok átvételei. 1256-ban a kecskési váruradalomról, amelyhez tartozott, még Nogkechkes volt a neve, 1274-ben Belenig, 1299-ben Benemygh, 1332–34-ben Benenyk és Benedic, 1587-ben Benedikj. Előtagját bortermeléséről kapta. Már a 19. század folyamán is használták, a helységnévrendezéskor pedig hivatalossá vált.

## Története
Kecskekő várának uradalmához tartozott, 1332-ben plébániával. A középkorban erős nemesi rétege volt. 1601-ben magyar lakosságú. Román lakóinak őseit 1630 előtt a tövisi Baxa Gergely diák telepítette Moldvából. A 18–19. században mezővárosként szerepelt. 1750-ben négy csizmadia, négy fazekas, négy kovács, három ötvös, két kádár, egy tímár, egy bognár és egy harisnyakészítő dolgozott benne. Jelentős volt bortermelése és gyümölcstermesztése. Ekkoriban román–magyar lakosságú: 1761-ben nyolcvan ortodox és öt görögkatolikus családot írtak össze benne, református egyháza Alsógálddal, Csáklyával és Felgyóggyal 1766-ban 133 férfit és 196 nőt számlált. 1784-ben Horea felkelői felperzselték nemesi udvarházait.
1848. október 23-án a csáklyai papok vezetésével a csáklyai, felsőgáldi, felgyógyi és diódi román felkelők lefegyverezték 26 magyar és zsidó nemzetőrét, megkötözték és Felgyógyra, onnan pedig Boroskrakkóba vitték őket. Egy asszonyt lándzsával átdöftek. Később a környék magyar nemesi családai a helybeli román pap oltalmába húzódtak. 1849. január 18-án a román parasztok 143 környékbeli magyart Benedeken megkínoztak és megöltek. Az áldozatok temetetlenül hevertek, míg August gyulafehérvári várparancsnok saját gyilkosaikkal el nem temettette őket. 1908-ban a magyarigeni járástól az újonnan létrehozott tövisi járáshoz csatolták. Református egyháza 1878-tól Tövis leányegyháza, 1937-től egy ideig Boroskrakkó társegyházközsége volt.
1910-ben 920 lakosa közül 874 volt román és 46 magyar anyanyelvű; 844 görögkatolikus, 35 ortodox, 24 református, 13 római katolikus és 4 zsidó vallású.
2002-ben 524 lakójából 503 volt román, 18 cigány és 3 magyar nemzetiségű; 491 ortodox és 26 görögkatolikus vallású.

## Látnivalók
- A falu fölött cinteremmel kerítve áll a romos, egykor erődített, gótikus református templom. Az egyhajós, nyolcszög záródású szentélyű épület hajóját még egy középkori átépítés során bővítették. A 17. században újították, tornya 1768–88-ban épült. A gazdátlanul, gyülekezet nélkül maradt templom köveinek egy részét a falusiak elhordták. Várfala az 1920-as években még embermagasságban állt, a hajó mennyezete a második világháború idején omlott be.
- A Dealul Furcilor dombon valószínűleg az egyik 18. századi gyulafehérvári püspök által építtetett barokk kápolna.[4]

## Híres emberek
- Itt született 1919-ben Xantus Gyula festőművész.
- Itt született 1922-ben Nicolaie Pascu-Goia szobrász.